# Soldo

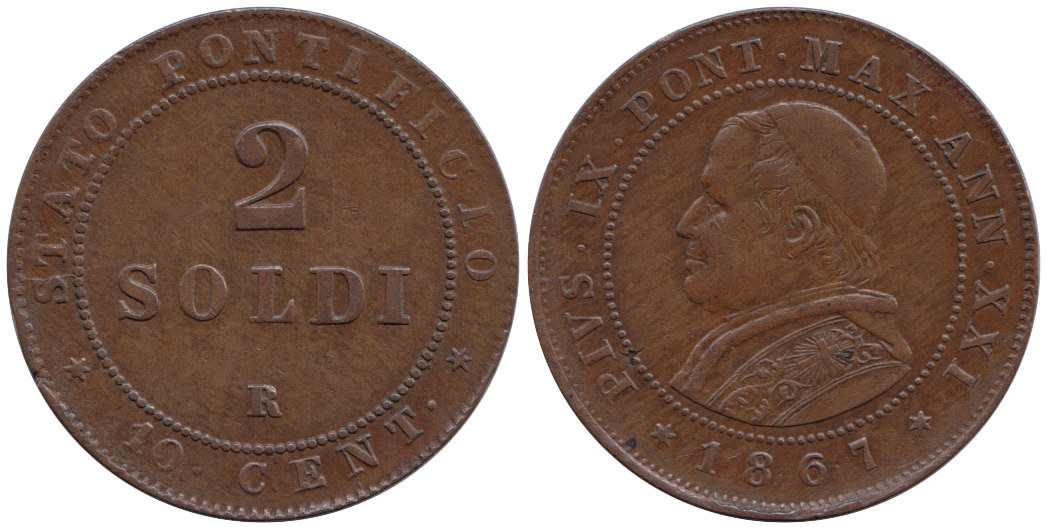
2 soldy z 1867 r.

Soldo (także soldino) – srebrna moneta włoska odpowiadająca szelągowi, wprowadzona jako półgrosz w Mediolanie przez cesarza Henryka VI Hohenstaufa pod koniec XII w. W 1332 r. została wprowadzona w Wenecji przez Francesca Dandola i emitowana do roku 1797, czyli do końca istnienia Republiki Weneckiej.